# Преображенська сільська рада (Бузулуцький район)
Преображе́нська сільська рада (рос. Преображенский сельский совет) — сільське поселення у складі Бузулуцького району Оренбурзької області Росії.
Адміністративний центр — село Преображенка.

## Історія
Присілок Семеновка був ліквідований у 2005 році.

## Населення
Населення — 561 особа (2019; 644 в 2010, 665 у 2002).

## Склад
До складу сільської ради входять:
| Населений пункт    | Населення, осіб (2002) | Населення, осіб (2010) |
| ------------------ | ---------------------- | ---------------------- |
| Озер'є, село       | 25                     | 0                      |
| Преображенка, село | 638                    | 644                    |
| Семеновка, село    | 2                      | -                      |